# گوئک
شهر گوئک (به فرانسوی: Gooik) در ناحیه اداری ال-ویلوورد  در استان فلومیش بربان  در منطقه فلاندری در کشور بلژیک واقع شده‌است.

## نگارخانه

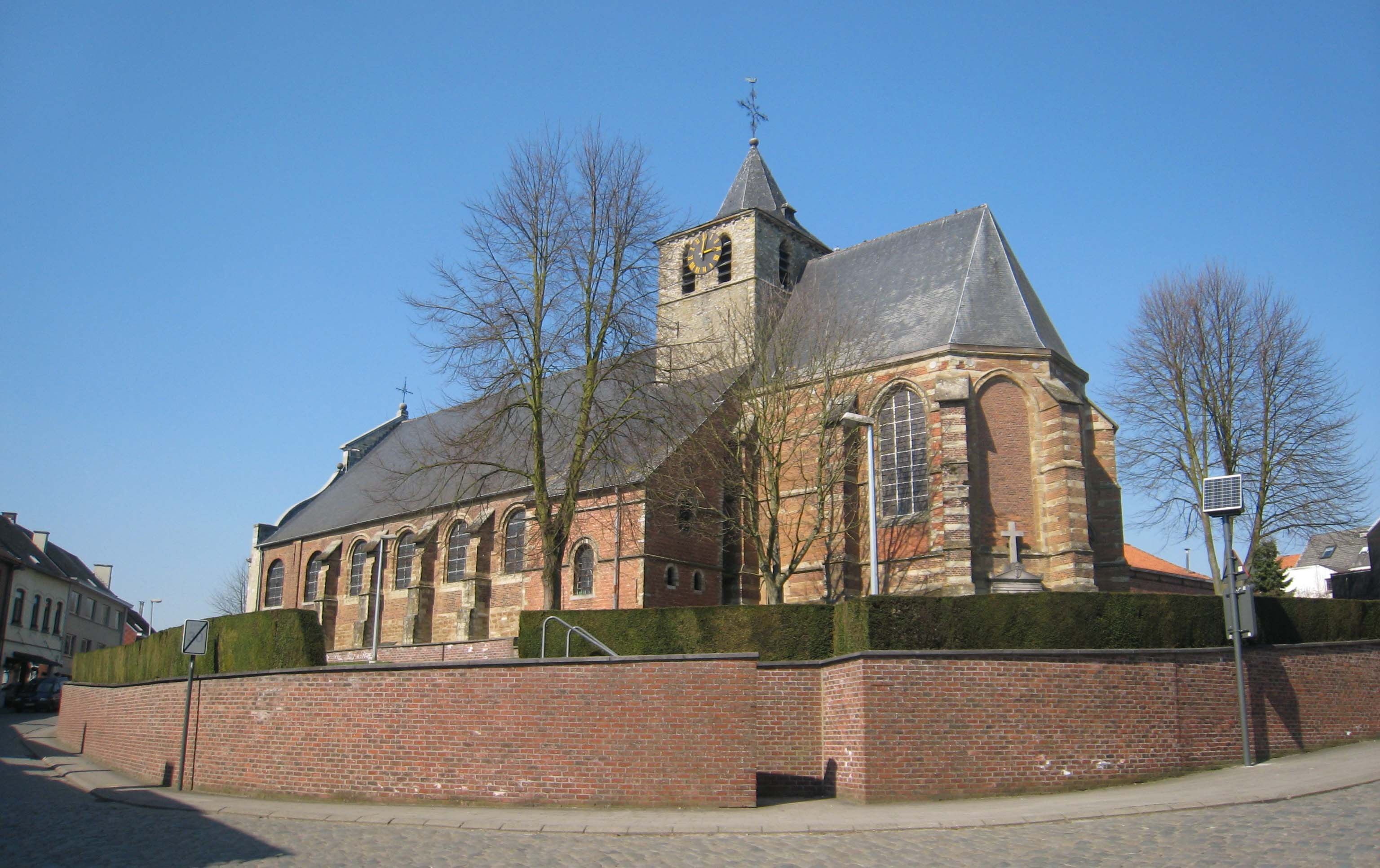